# Platydoryctes soaresi
Platydoryctes soaresi är en stekelart som beskrevs av Barbalho och Penteado-dias 2000. Platydoryctes soaresi ingår i släktet Platydoryctes och familjen bracksteklar. Inga underarter finns listade i Catalogue of Life.